# Санита, Андре
Андре Санита (нем. André Sanità, р.28 марта 1992) — немецкий фехтовальщик-рапирист, призёр чемпионатов Европы.

## Биография
Родился в 1992 году в Золингене. В 2015 году стал обладателем бронзовой медали чемпионата Европы в командных соревнованиях. На чемпионате Европы 2016 года завоевал бронзовую медаль в личном первенстве. В 2019 году стал обладателем серебряной медали чемпионата Европы в командных соревнованиях.